# إتويغاوا (نييغاتا)
مدينة إتويغاوا (بالإنجليزية: Itoigawa)‏ هي أحد المدن التابعة لمحافظة نييغاتا. تأسست رسميًا في 19/03/2005. ويقدر عدد سكانها بـ 48653 نسمة حسب تقدير مكتب الإحصاء الياباني لعام 2012. تبلغ مساحة إتويغاوا 746.24 كم2. بكثافة سكانية تبلغ 65.2 نسمة/كم2.

## توأمة
لإتويغاوا (نييغاتا) اتفاقيات توأمة مع:
- شيوجيري

## أعلام
- هايدكي هوساكا
- ساتومي ماجيما